# Музей Мелільі
Музей Мелільї — це музей в іспанському місті Мелілья, розташований у старому Альмасен-де-лас-Пеньюелас, у Першому укріпленому замку Мелілья-ла-В'єха .  

## історія
На початку 20-го століття Рафаель Фернандес де Кастро почав збирати фрагменти та матеріали, отримані в результаті розкопок Серро-де-Сан-Лоренцо в Каса-Салама, штаб-квартирі Хунти де Арбітріос, хоча офіційно він не вважався музеєм, оскільки не було ні каталогізації, ні публічної експозиції.  
Багато років потому Муніципальний музей з’явився в підвалі музичного залу Parque Hernández, відкритого для публіки та переміщеного, його місце розташування не підходило, у 1950-х роках у Baluarte de la Concepción Alta, в історичному музеї з двома розділами, Археологія та документація, а також військові колекції та геральдичні емблеми.  
Вони залишалися там до 1987 року, коли переїхали до Торре-де-ла-Вела, а звідти до Альмасенес-де-лас-Пеньюелас, де він залишався з 2011 року, будучи 11 вересня 2018 року розділом, присвяченим циганам.  

## Розділи
Етнографічний музей сефардської, берберської та циганської культур

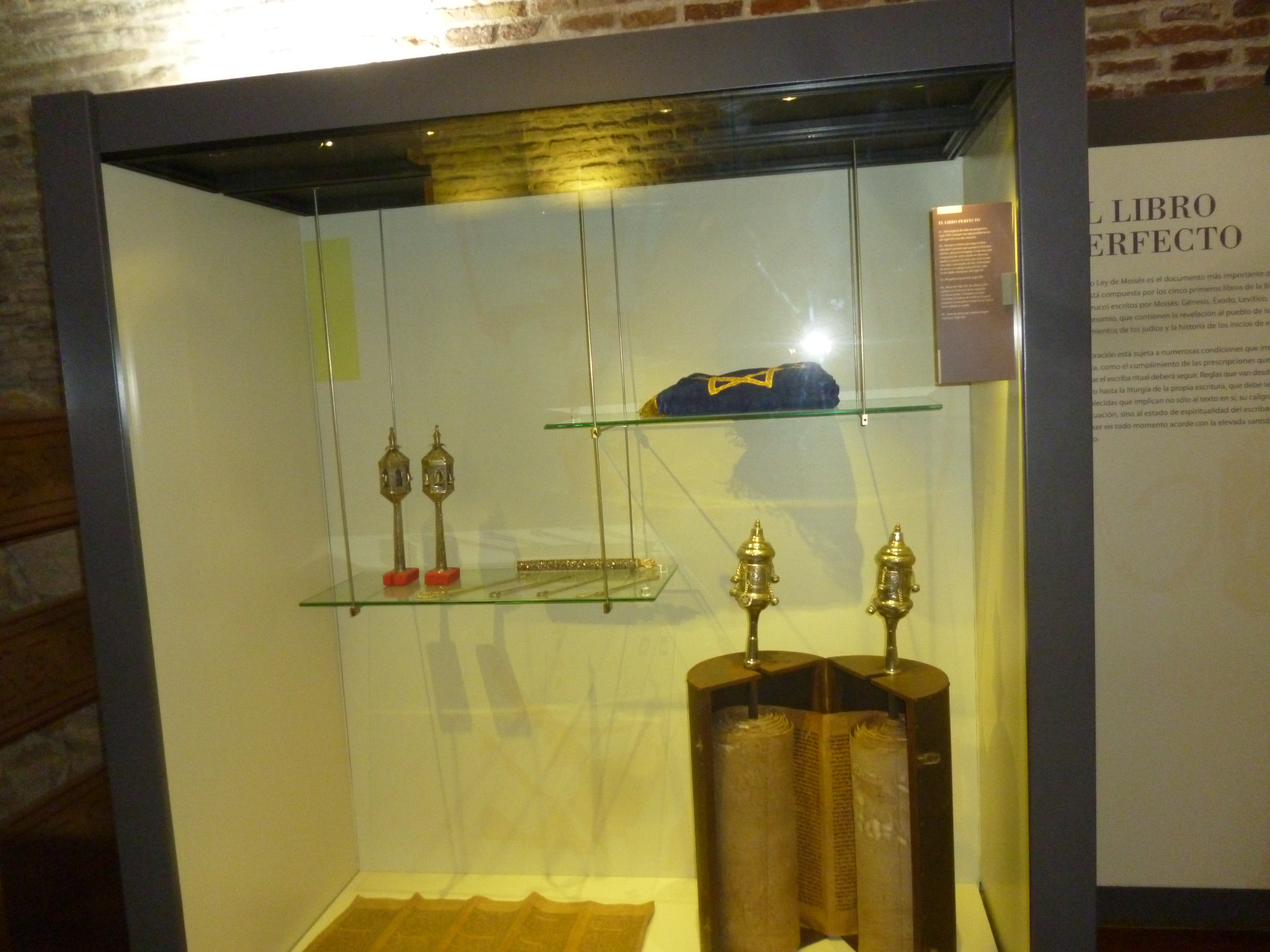
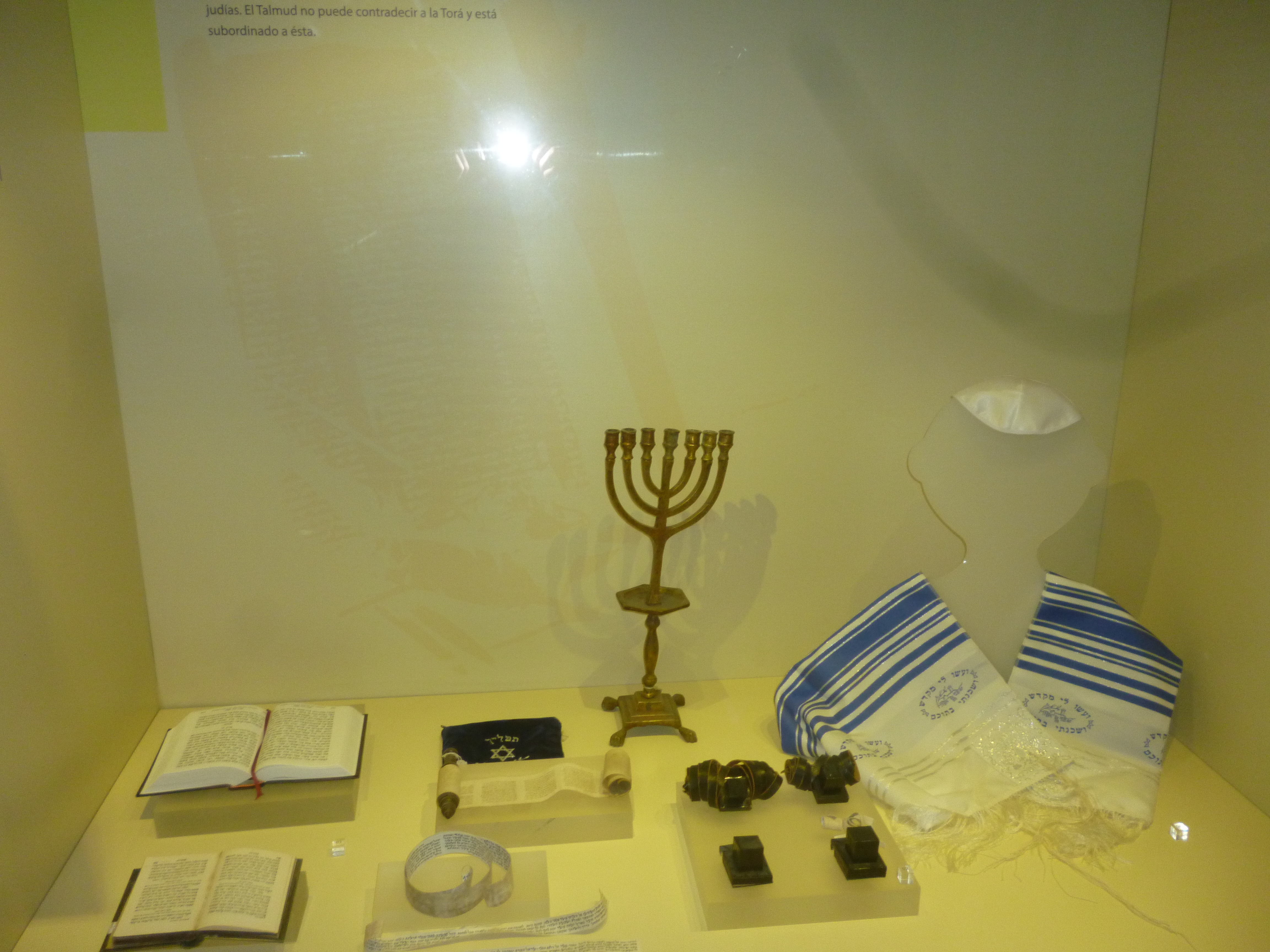
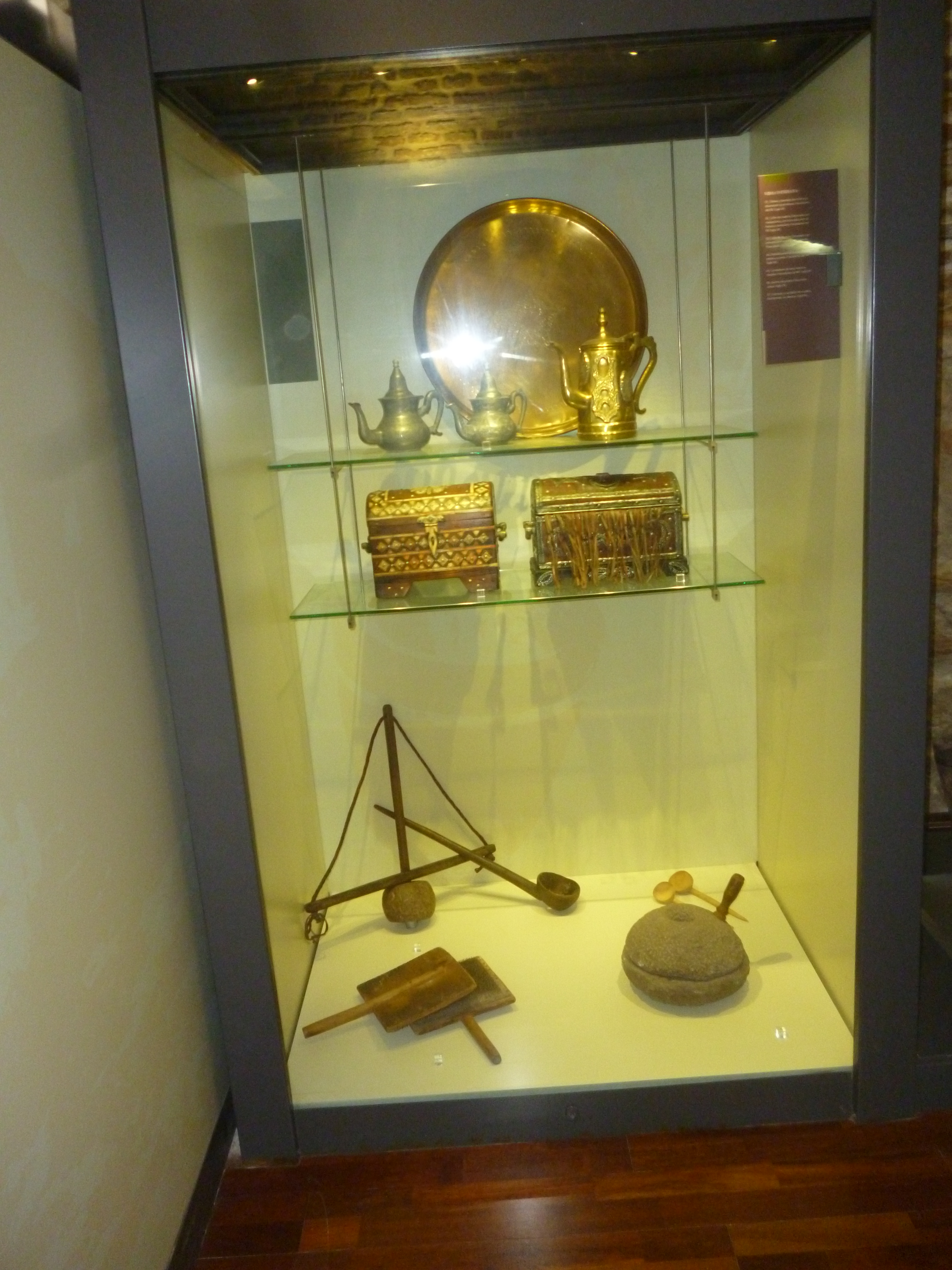
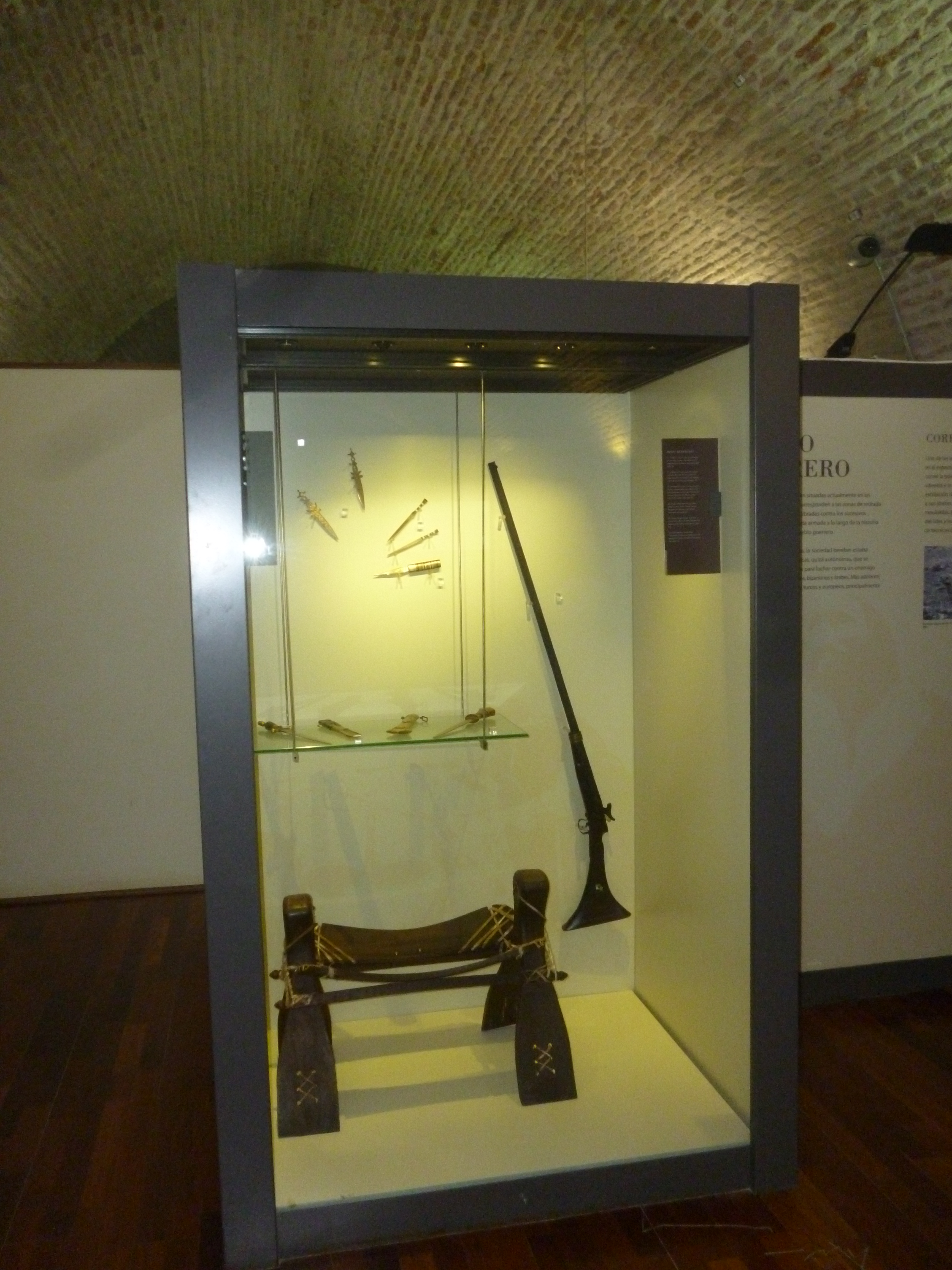
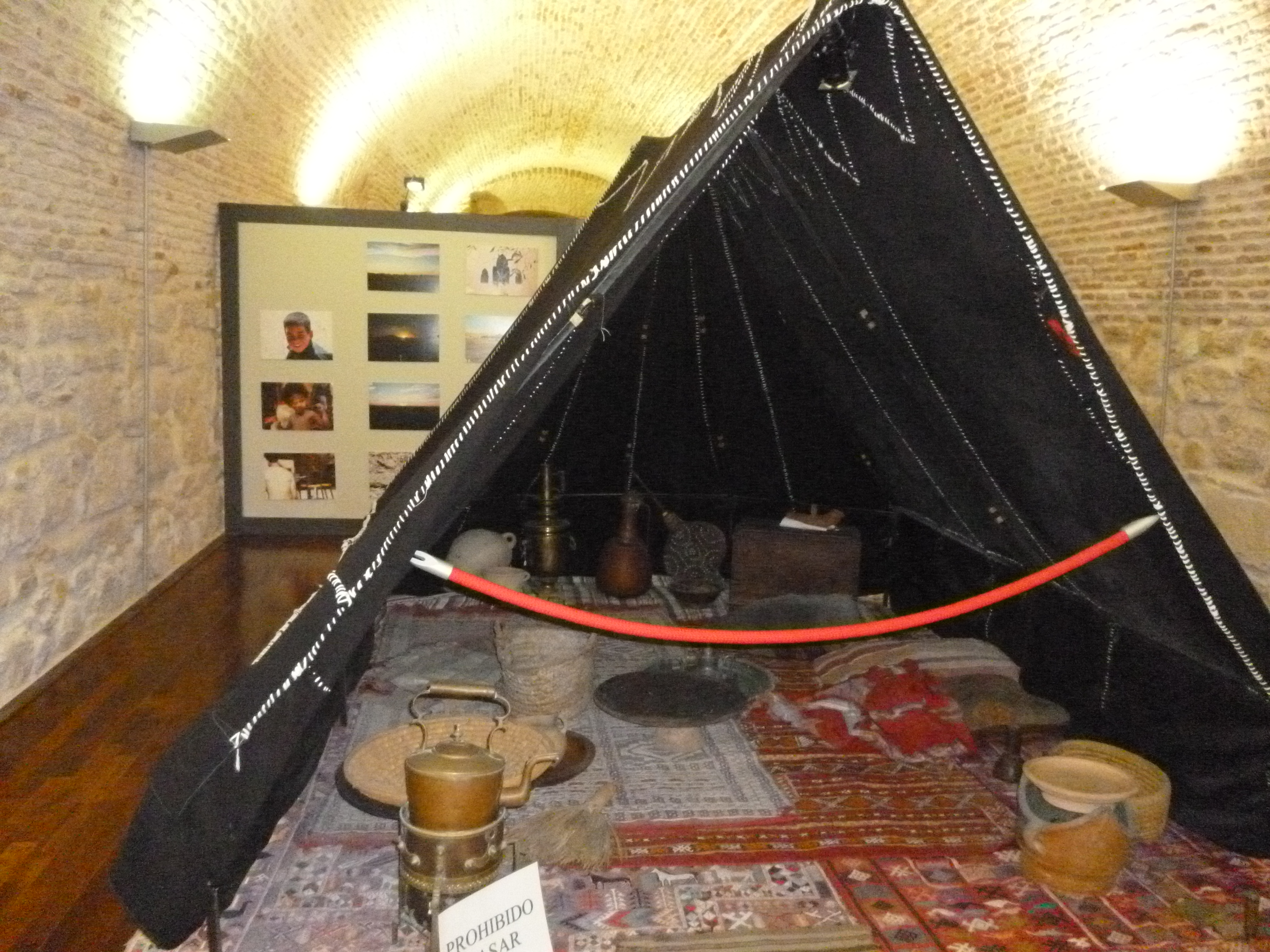
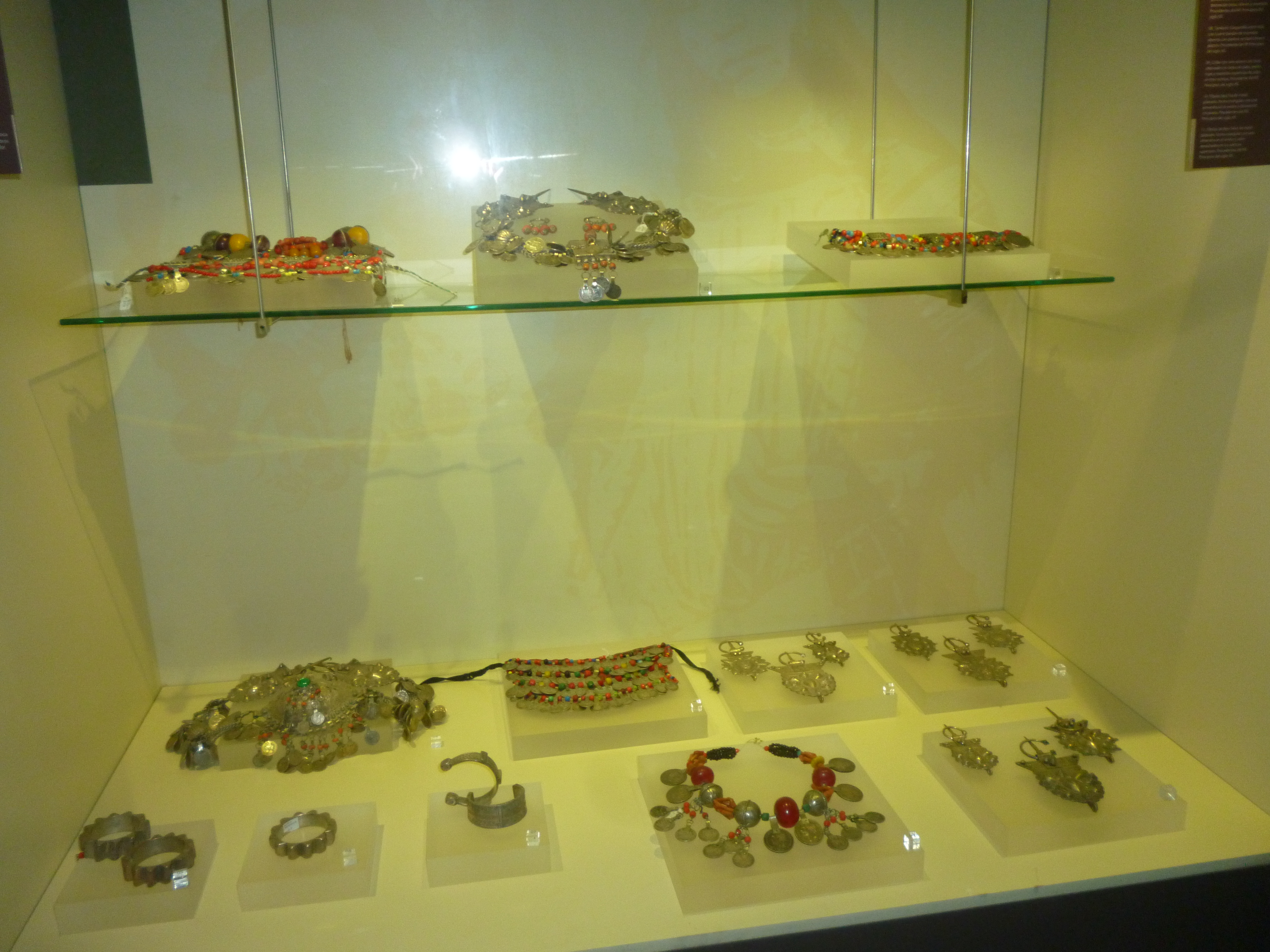
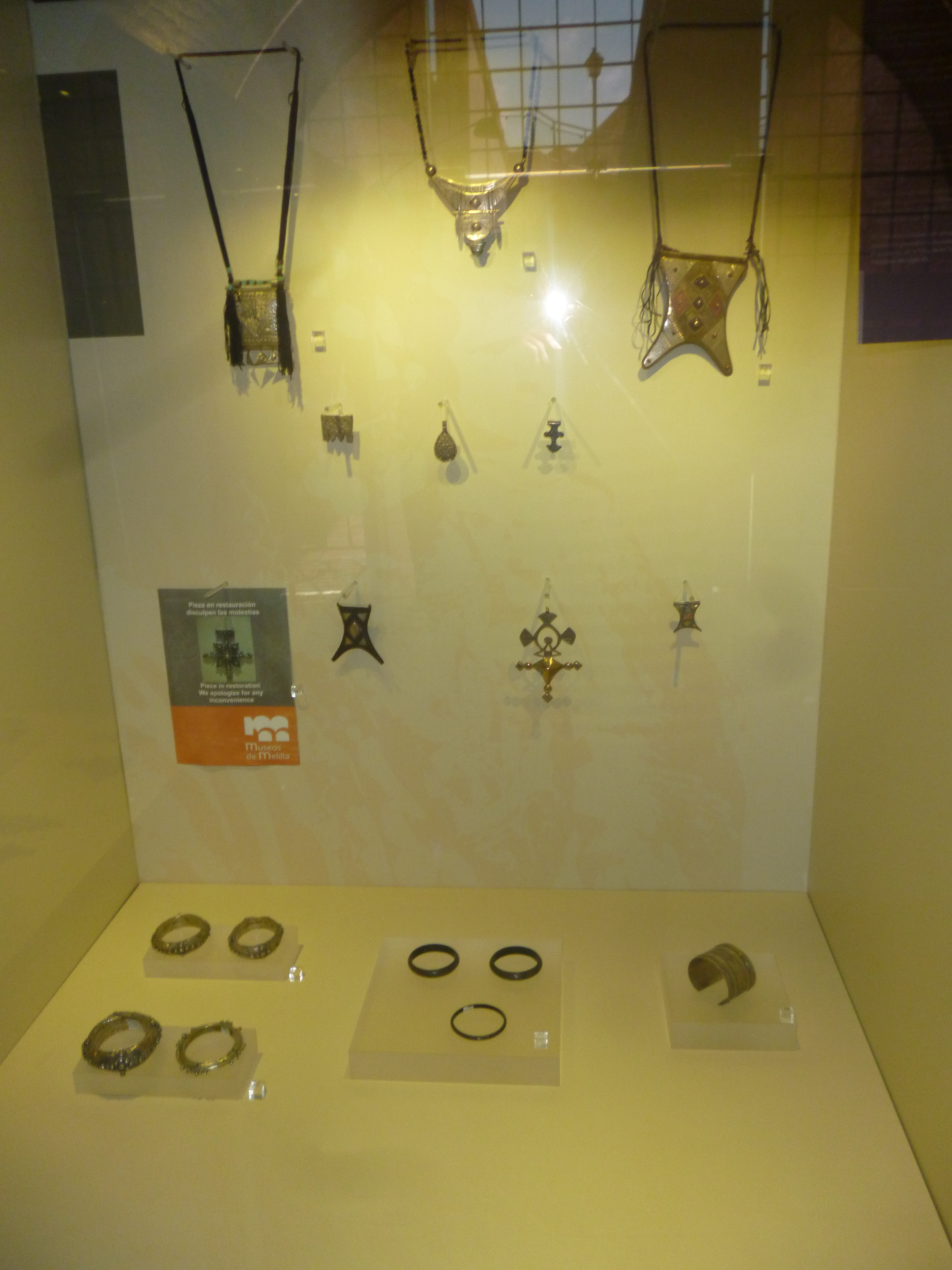
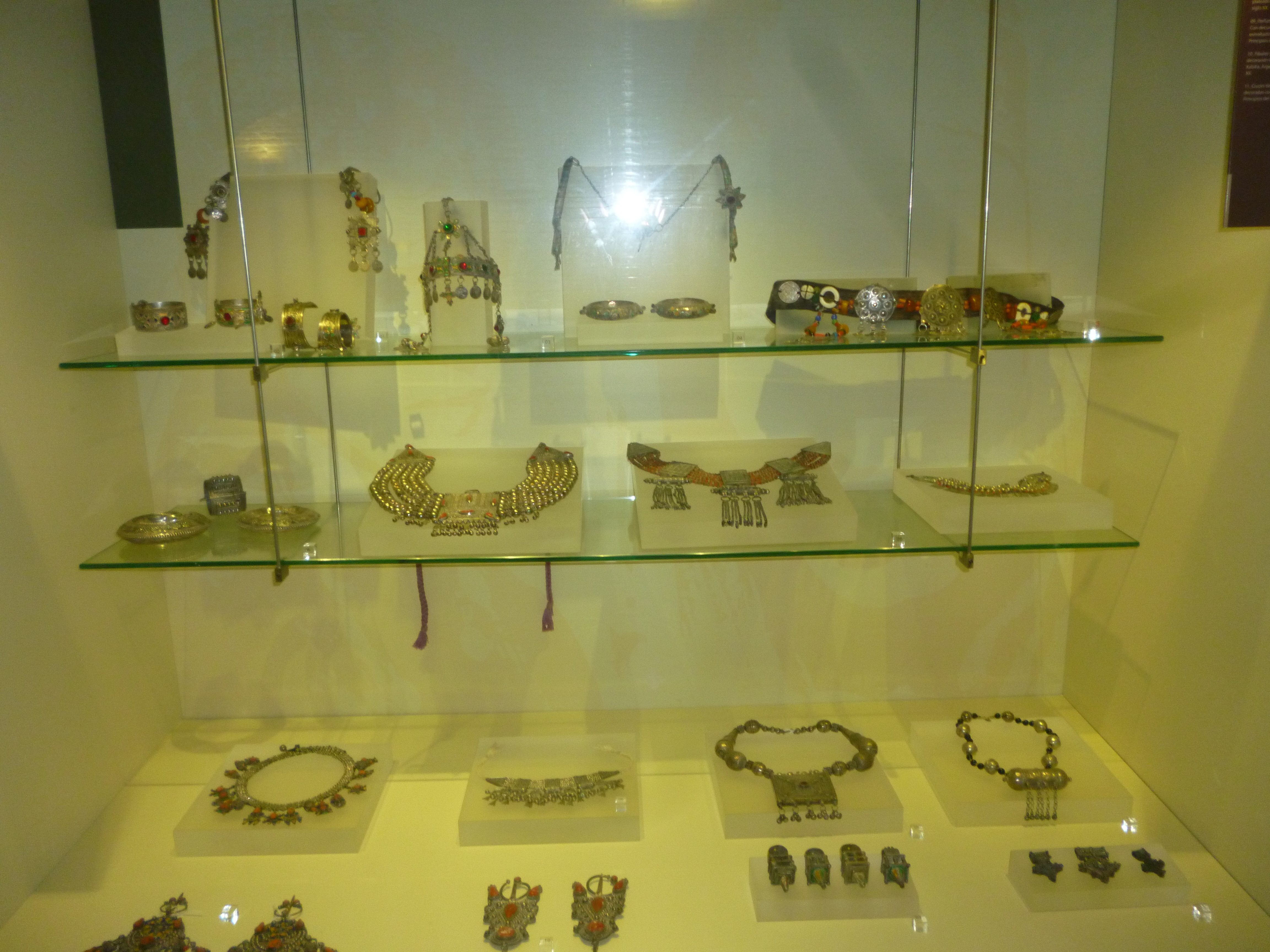
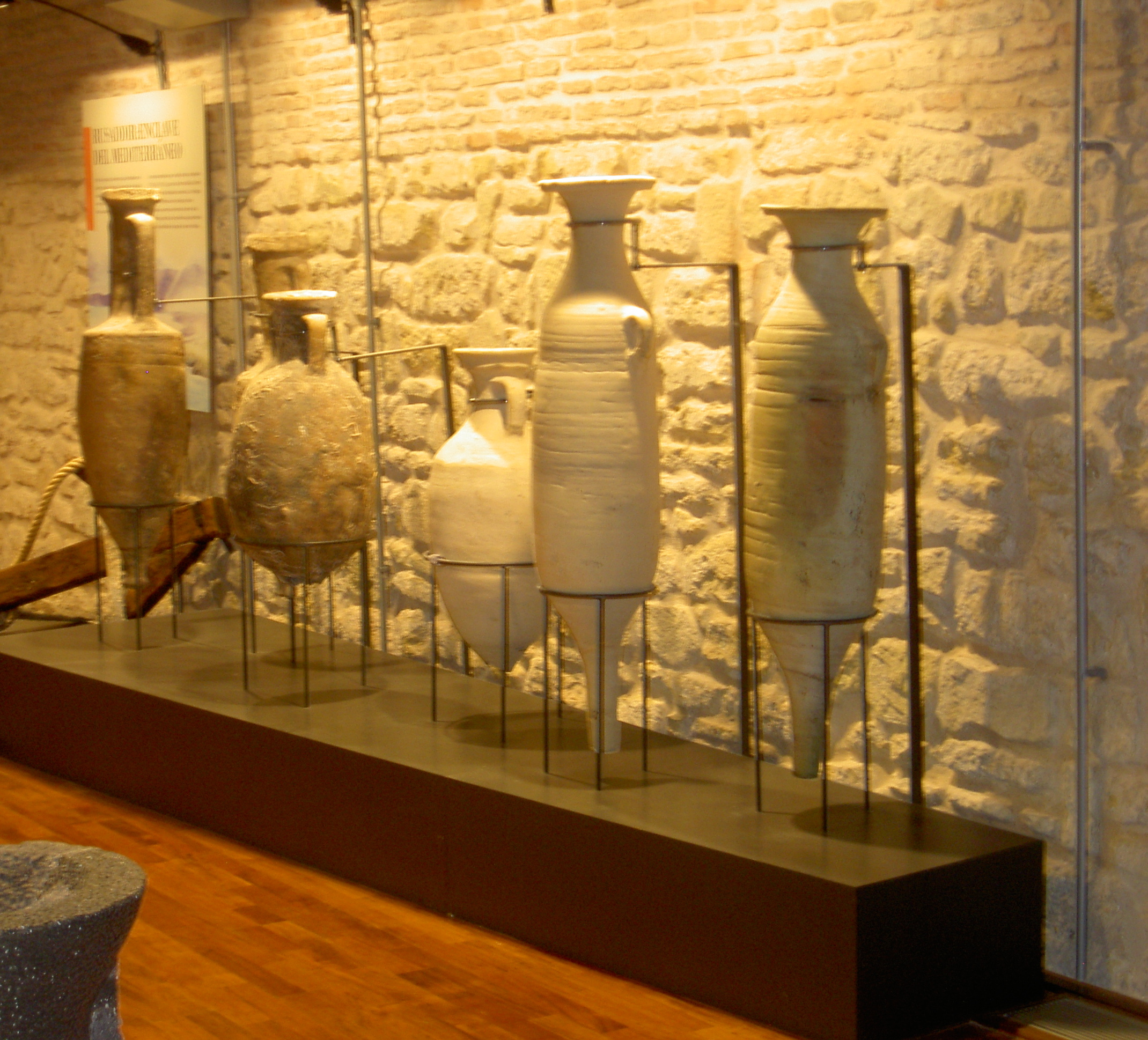

Він розташований на першому поверсі, висвітлюючи відтворення синагоги Ор Заруа та колекцію берберських прикрас.  Музей археології та історії

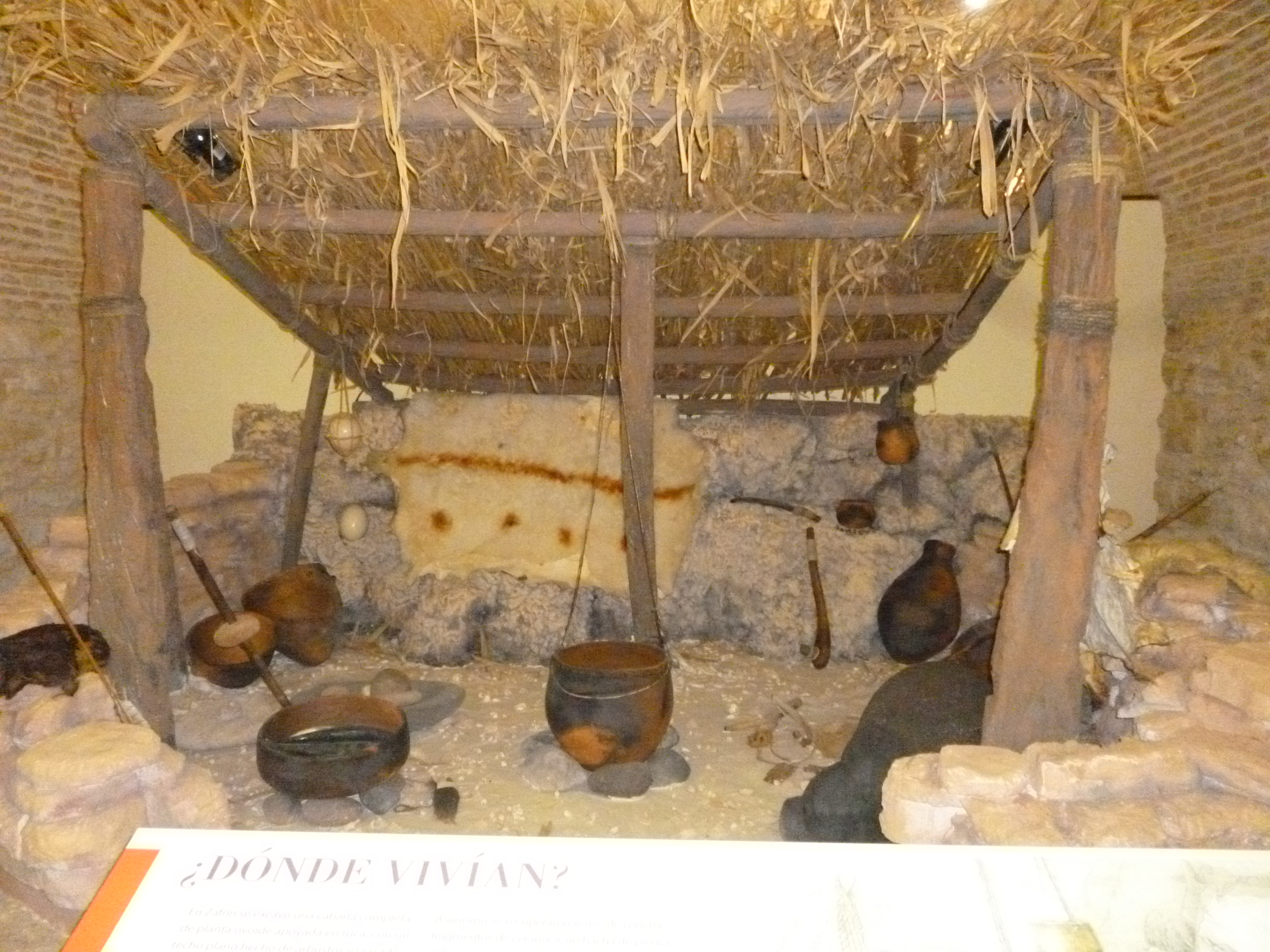
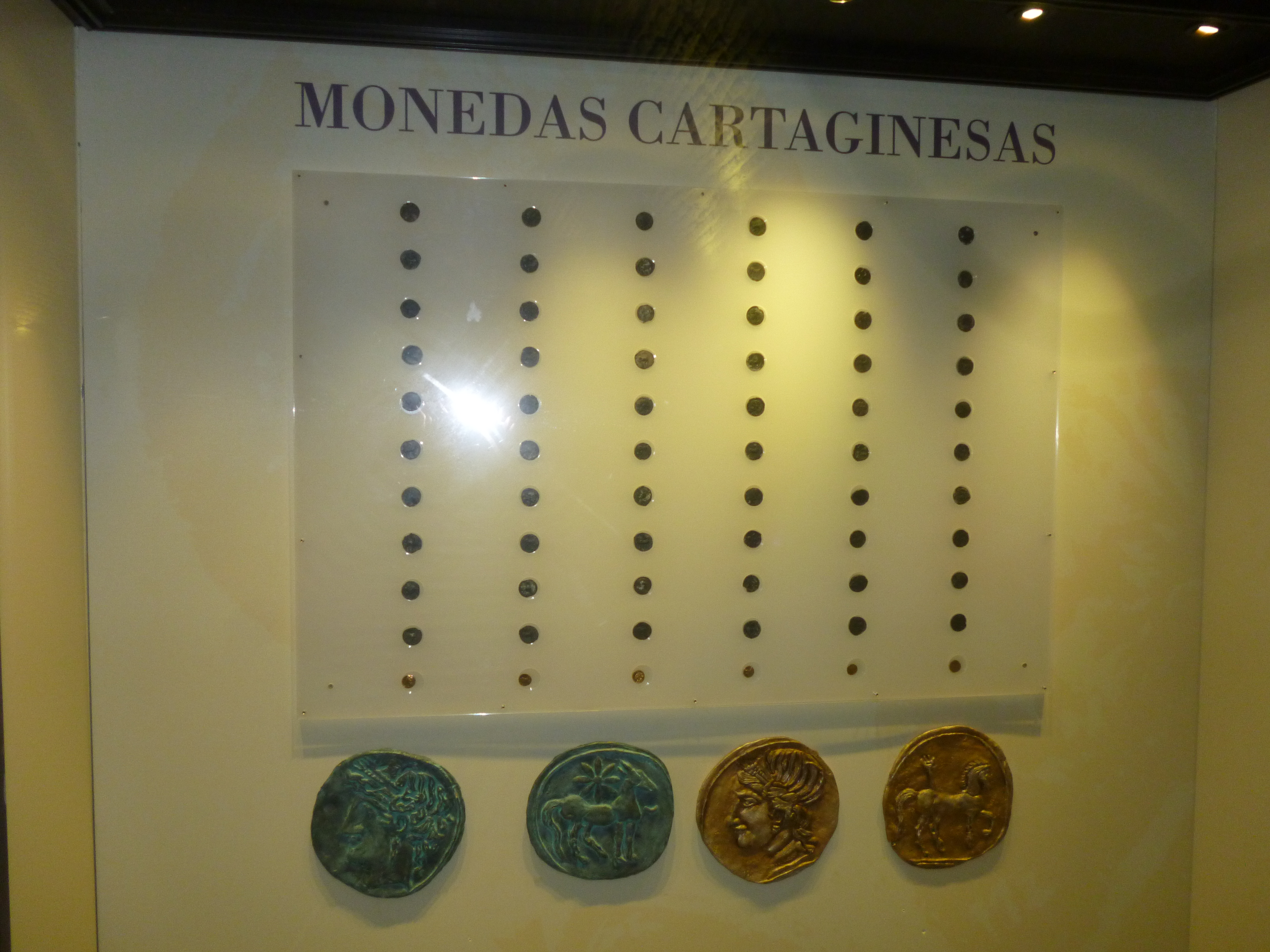

Він розташований на верхньому поверсі з керамікою з Ель-Зафріна, карфагенськими монетами, відтворенням мавританського поховання, мусульманським скарбом, гігантською моделлю Мелілья ла В'єха, копією моделі Леона Хіль де Паласіоса, бюстами Альфонса XIII. і Республіка, а також безліч планів. 